# Le Dernier des Duane (film, 1941)
Pour les articles homonymes, voir Last of the Duanes.
Pour plus de détails, voir Fiche technique et Distribution.
Le Dernier des Duane (titre original : Last of the Duanes) est un film américain réalisé par James Tinling, sorti en 1941.
Il s'agit de la quatrième adaptation du roman éponyme de Zane Grey, écrit en 1913 — mais publié seulement en 1996 sous sa forme originale — après le film The Last of the Duanes de J. Gordon Edwards avec William Farnum et Lynne Roberts, sorti en 1919, The Last of the Duanes, réalisé par Lynn Reynolds avec Tom Mix et Marian Nixon, sorti en 1924, et Le Dernier des Duane (The Last of the Duanes), réalisé par Alfred L. Werker avec George O'Brien et Lucile Browne, sorti  en 1930.

## Synopsis
En 1870 au Texas, un homme rentre chez lui et trouve son père assassiné. Il suit un hors-la-loi jusqu'à ce qu'il découvre qu'il fait partie d'un gang. Il fait appel aux Texas Rangers.

## Fiche technique
- Titre : Le Dernier des Duane
- Titre original : Last of the Duanes
- Réalisation : James Tinling
- Assistant-réalisateur : Jack McEdward (non crédité)
- Scénario : Irving Cummings Jr. (en) et William Conselman Jr., d'après le roman Last of the Duanes de Zane Grey
- Photographie : Charles G. Clarke
- Montage :  Nick DeMaggio
- Musique : David Buttolph (non crédité)
- Directeur musical : Cyril J. Mockridge
- Direction artistique : Richard Day
- Décors : Thomas Little
- Costumes : Herschel McCoy
- Son :  W.D. Flick, Harry M. Leonard
- Cascades : Jack Stoney
- Producteur exécutif : Sol M. Wurtzel
- Société de production : Twentieth Century Fox
- Société de distribution : Twentieth Century Fox
- Pays d'origine :  États-Unis
- Langue : Anglais américain
- Métrage : 1 563,30 m (6 bobines)
- Format : Noir et blanc — 35 mm — 1,37:1 — Son : Mono (RCA Sound System)
- Genre : Film dramatique, Film d'action, Western
- Durée : 57 minutes
- Dates de sortie : 
  -  États-Unis : 26 septembre 1941

## Distribution
- George Montgomery : Buck Duane
- Lynne Roberts : Nancy Bowdrey
- Eve Arden : Kate
- Francis Ford : Luke Stevens
- George E. Stone : Euchre
- William Farnum : Texas Ranger Major McNeil
- Joseph Sawyer : Bull Lossomer
- Truman Bradley : Texas Ranger Capt. Laramie
- Russell Simpson : Tom Duane
- Don Costello : Jim Bland
- Harry Woods : Shérif Red Morgan
- Andrew Tombes : Shérif Frank Taylor
- Tom London : Bland